# Sphingonotus lucasii
Sphingonotus lucasii är en insektsart som beskrevs av Henri Saussure 1888. Sphingonotus lucasii ingår i släktet Sphingonotus och familjen gräshoppor. Inga underarter finns listade i Catalogue of Life.